# Sudhir Vyas

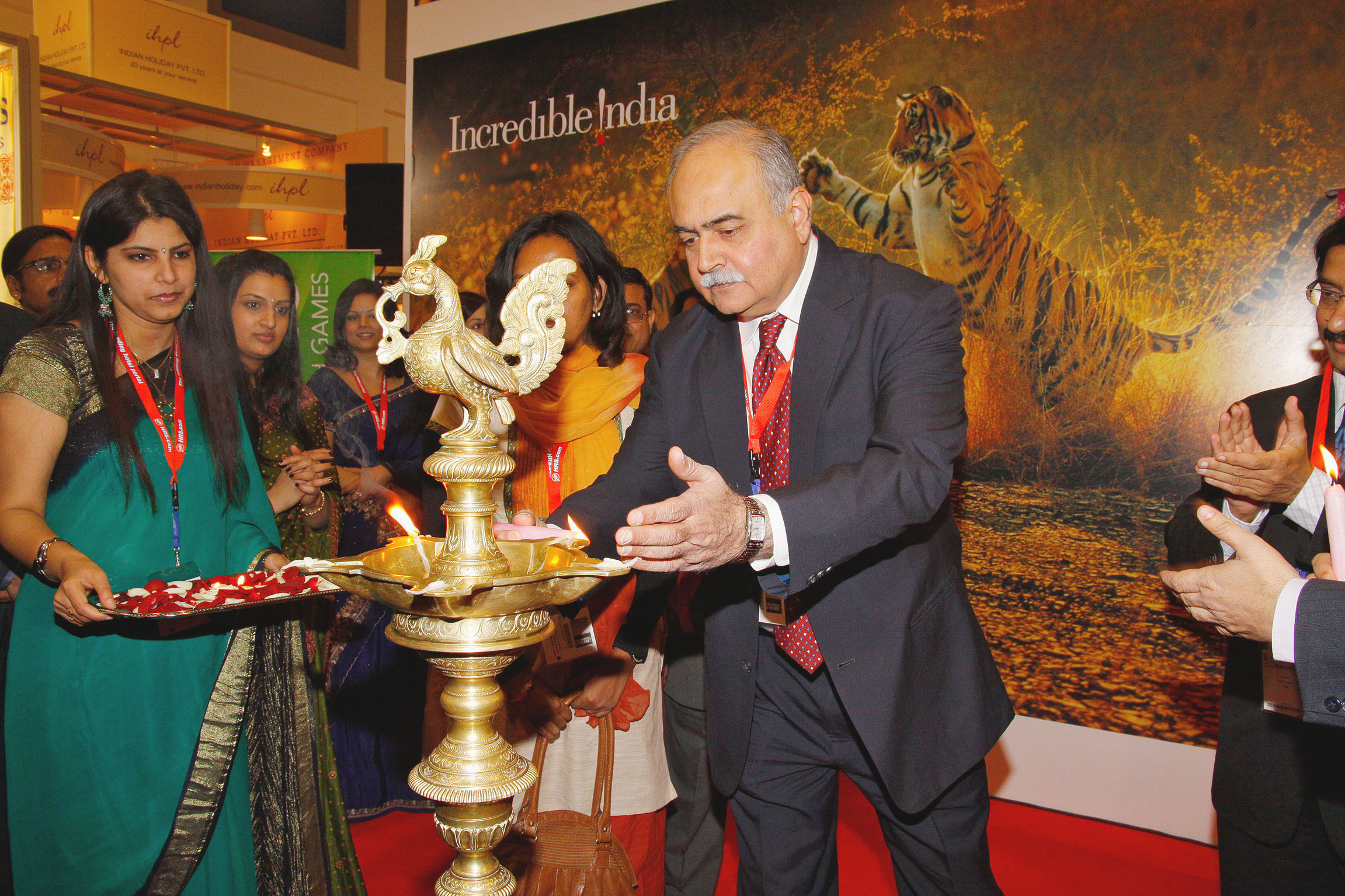
Sudhir Vyas auf der ITB in Berlin im Jahr 2010

Sudhir Vyas (* 1953) ist ein indischer Diplomat.

## Leben
Er schloss 1975 das Indian Institute of Technology Kanpur mit einem Bachelor in Elektrotechnik ab und trat 1977 in den diplomatischen Dienst Indiens ein. Erste Auslandseinsätze führten ihn nach Ägypten, Algerien. Für seinen Einsatz in der arabischen Welt hatte er Arabisch gelernt. Es folgte eine Aufgabe in Kathmandu in Nepal. Er gehörte 1991 bis 1992 der indischen Delegation beim Sicherheitsrat der Vereinten Nationen in New York City an. 1993 wurde er stellvertretender Leiter der indischen Mission in Daressalam in Tansania und danach in Islamabad in Pakistan. 
2003 wurde er indischer Botschafter in Abu Dhabi in den Vereinigten Arabischen Emiraten, bis er 2005 als Botschafter nach Thimphu in Bhutan ging. Im Mai 2009 wurde er Botschafter in Deutschland. Das Amt versah er bis 2011.
2013 wurde er zum Staatssekretär im indischen Außenministerium ernannt. Er trat dann in den Ruhestand ein, wurde jedoch in den Verwaltungsrat des Centre for Escalation of Peace (CEP) berufen.
Sudhir Vyas interessiert sich für Fragen des Naturschutzes und ist privat insbesondere an Ornithologie interessiert. 